# Lygodactylus guibei
Lygodactylus guibei (карликовий гекон Гібе) — вид геконоподібних ящірок родини геконових (Gekkonidae). Ендемік Мадагаскару. Вид названий на честь французького герпетолога Жана Маріуса Рене Гібе.

## Поширення і екологія
Карликові гекони Гібе мешкають на східних схилах Центрального нагір'я острова Мадагаскар та на самому нагір'ї, в регіонах Атсінанана, Алаотри-Мангоро і Аналаманга. Вони живуть в первинних і вторинних вологих тропічних лісах, на висоті від 500 до 1500 м над рівнем моря. Ведуть деревний спосіб життя, зустрічаюьться в заростях на висоті 1-3 м над землею. Відкладають яйця.

## Збереження
МСОП класифікує стан збереження цього виду як близький до загрозливого. Lygodactylus guibei загрожує знищення природного середовища. 